# ليندا سويني
ليندا سويني (بالإنجليزية: Linda Sweeney)‏ هي تريثلت أمريكية، ولدت في 1953.

## وصلات خارجية
- ليندا سويني على موقع اتحاد الترياتلون الدولي (الإنجليزية)